# Deolinda
Deolinda é um grupo de música popular portuguesa inspirado pelo fado e pelas suas origens tradicionais.

## Carreira
O projeto musical surgiu em 2006 quando os irmãos Pedro da Silva Martins e Luís José Martins (ex-Bicho de 7 Cabeças), a prima, Ana Bacalhau, então vocalista dos Lupanar e José Pedro Leitão, contrabaixista dos Lupanar (actual marido de Ana Bacalhau), se juntaram à volta de quatro canções que Pedro tinha escrito, nascendo assim os Deolinda. Pedro da Silva Martins é o autor de todas as letras e canções da banda.
O tema "Contado Ninguém Acredita" foi incluído na compilação Novos Talentos de 2007, lançado pelas lojas FNAC.
Em 21 de abril de 2008 , foi lançado o disco de estreia, Canção ao Lado. Desde então, em finais de Outubro de 2008, chegou à sua posição cimeira, o 3.º lugar, do top oficial da AFP, a tabela semanal dos 30 álbuns mais vendidos em Portugal, tendo saído (e reentrado) por duas vezes nos primeiros tempos, ficado um total de quatro semanas fora desta tabela.
Em outubro de 2008 , o disco Canção ao Lado tornou-se "disco de ouro". Em Dezembro de 2008 , tornou-se "disco de platina". Durante o ano de 2009, o disco "canção ao lado" atinge o galardão de dupla-platina, correspondente à venda de mais de 40 mil unidades.
Em 2 de março de 2009, o disco Canção ao Lado foi lançado no mercado europeu pela editora World Connection. Em abril de 2009, entrou diretamente para o 8º lugar da tabela de vendas discográficas World Music Charts Europe e em Maio subiu ao 4º lugar dessa mesma tabela.
Ainda em abril de 2009 o grupo deu início à sua primeira digressão europeia. Atuaram em diversos países, entre eles Holanda, Alemanha e Suíça, regressando a Portugal para diversos concertos em cidades como Porto, Braga e Barcelos.
O álbum Canção ao Lado ficou em 10.º lugar nas preferências dos ouvintes da rádio Antena 3, numa votação levada a cabo por esta estação em abril de 2009, na qual se perguntava qual seria o melhor álbum de música portuguesa editado entre 1994 e 2009, tendo como base uma lista de 100 álbuns lançados nesse período.
Em 23 de Abril de 2010 a banda estreou um novo álbum (Dois Selos e Um Carimbo) que teve como single de apresentação "Um Contra o Outro".
A prestigiada revista francesa Monocle considerou os Deolinda uma das mais importantes referências culturais da lusofonia no mundo, em outubro de 2010.
O seu segundo álbum, Dois Selos e Um Carimbo, entrou diretamente para nº 1 do top de vendas português e recebeu o galardão de platina em Novembro de 2010.
Em Dezembro de 2010, o disco Dois Selos e Um Carimbo é considerado o 2.º melhor disco de 2010 para a revista portuguesa Blitz.
Em Dezembro também, o disco "Dois Selos e Um Carimbo" fica entre os 10 melhores discos de World Music de 2010 para o jornal inglês Sunday Times.
A canção Parva que Sou, estreada nos quatro concertos feitos nos Coliseus de Lisboa e Porto, em Janeiro de 2011, foi imediatamente considerada um hino de uma geração.
O tema "Parva que Sou" inspira o movimento "Geração à Rasca" que no dia 12 de Março de 2011, realiza as maiores manifestações não vinculadas a partidos políticos desde a Revolução dos Cravos.
Em 21 de novembro de 2011 é lançado o primeiro DVD do grupo "Deolinda ao Vivo no Coliseu dos Recreios".
Num extenso artigo, a publicação alemã deutsche welle referiu que os Deolinda, com sua música "Parva que Sou", "encorajaram os protestos em massa por todo o país", apelidando-os de "trilha sonora da crise".
Em 12 de Maio de 2012, o jornal britânico "The Times" publica uma crítica ao concerto dos Deolinda em Londres onde os considera "uma das grandes bandas da Europa".
O álbum de estreia "Canção ao Lado" é galardoado com quádrupla platina, correspondente a 80.000 unidades vendidas e o disco "Dois Selos e Um Carimbo" obteve dois discos de platina (40.000 unidades), em Novembro de 2012.
No dia 18 de março de 2013, lançam o 3.º álbum de originais "Mundo Pequenino" que na primeira semana de vendas se torna disco de ouro.
Em maio atuam nos Coliseus de Lisboa e Porto esgotados: "...caso raro que são os Deolinda: um grupo capaz de resultar nos contextos mais intimistas e nos espaços mais amplos; um quarteto suficientemente elástico e generoso para crescer até às dez pessoas em palco sem perder a direção; uma banda, enfim, que gostamos de ter por perto e a que temos a sorte de chamar "nossa"".
Em 25 de julho de 2013 se apresentaram pela primeira vez no Brasil, durante o Festival de Inverno de Garanhuns e em São Paulo. Recebem excelentes críticas da imprensa brasileira.
A publicação brasileira Pergunte ao Pop considerou o álbum "Mundo Pequenino" o melhor disco internacional de 2013, em dezembro.
Em 14 de outubro de 2014 se apresentaram pela primeira vez no México, durante o 42.º Festival Internacional Cervantino em Guanajuato.
Em Novembro de 2017 anunciaram uma pausa por tempo indeterminado.

## Formação
- Ana Bacalhau (voz) (2006-atualidade)
- Luís José Martins (guitarra clássica, ukelele, cavaco, guitalele, viola braguesa e voz) (2006-atualidade)
- Pedro da Silva Martins (composição, letrista, guitarra clássica e voz) (2006-atualidade)
- José Pedro Leitão (contrabaixo e voz) (2006-atualidade)

## Discografia

### Álbuns de estúdio
- Canção ao Lado (2008)  (CD, iPlay / World Connection)
- Dois Selos e Um Carimbo (2010) (CD, EMI Music Portugal)
- Mundo Pequenino[28](Universal Music) (2013)
- Outras Histórias (Universal Music / Sons em trânsito) (2016)

### Álbuns ao vivo
- Deolinda ao Vivo no Coliseu dos Recreios (2011)  (DVD, Sons em Trânsito)

### Participações
- Novos Talentos (2007)  com o tema "Contado Ninguém Acredita"
- Feitiço de Amor - Banda Sonora (2008)  com o tema "Fado Toninho"
- Fado Sempre! Ontem, Hoje e Amanhã! (2008)  com o tema "Fado Toninho"
- Elas, as Melhores Vozes Femininas Portuguesas (2009)  com o tema "Clandestino"
- Sounds Of The City - Lisbon (2009)  com o tema "Fado Toninho"
- Beginners Guide To Fado (2010)  com o tema "Clandestino"
- Remédio Santo - Banda Sonora (2011)  com o tema "Passou Por Mim e Sorriu"
- Sol de Inverno - Banda Sonora (2013)  com o tema "Seja Agora"
- Cave de Nuno Markl (2016)  com a apresentação do novo álbum "Outras Histórias".

#### Participações especiais
- Em junho de 2009, com a Cristina Branco fazem um concerto especial no Castelo de São Jorge, em Lisboa, na Festa do Fado[29]
- A convite da Orquestra Metropolitana de Lisboa actuam no CCB num concerto com arranjos de Daniel Schvetz para os temas de Deolinda, em Junho de 2012[30]
- Fazem parte da banda sonora do filme alemão "Ein Sommer in Portugal" (em 2013)
- Em setembro de 2013 actuam com na Festa do Avante e tocam o tema "Musiquinha" com a participação da banda portuguesa Xutos & Pontapés[31]
- Juntamente com os Gaiteiros de Lisboa actuam no Cinema São Jorge, em Lisboa, a 6 de Novembro 2013[32]
- Participaram com um tema original no Circo de Luz, um espectáculo multimédia que se realizou no Terreiro do Paço, em Lisboa, durante o Natal de 2013.[33]
- Em maio de 2014 participam no Rock in Rio num concerto de homenagem a António Variações com Gisela João, Linda Martini e Rui Pregal da Cunha

## Distinções e prémios
Em 2009, venceram a categoria de "Melhor Revelação do Ano" da XIV Gala dos Globos de Ouro no dia 17 de Maio. Foram os vencedores no grupo de dos quatro intérpretes ou grupos com discos lançados e que se revelaram em 2008, grupo que incluía Classificados, Per7ume e Rita Redshoes.
Na mesma gala estavam ainda nomeados na categoria de "Melhor Grupo" (como um dos quatro melhores grupos portugueses com discos lançados em 2008) partilhando a honra com Da Weasel, Mesa e com os vencedores Buraka Som Sistema.
"Canção ao Lado", o álbum de estreia dos Deolinda, foi considerado pelo "Sunday Times" o terceiro melhor disco do ano de World Music. "Ana Bacalhau e os seus comparsas cruzam o sentimento do fado com a sensibilidade da pop, de olhos postos no quotidiano lisboeta. As canções são belíssimas", pode ler-se na edição de 6 de Dezembro da publicação britânica.
Os Deolinda estão nomeados como uma das revelações do ano pela revista Songlines Recorde-se que no Verão passado, o "Sunday Times" já se tinha referido ao registo, editado este ano nos EUA e em vários países da Europa, como "brilhante, absolutamente brilhante".
Ganharam o prémio "Best Newcomer", atribuído pela prestigiada revista inglesa Songlines, em Abril de 2010.
Ainda em 2010, o seu segundo álbum, "Dois Selos e Um Carimbo" foi considerado um dos 10 melhores álbuns de World Music, pelo Sunday Times e o Miami Herald aconselhou-o como uma das 10 melhores compras da música latina.
O seu concerto em Nova Iorque recebeu uma crítica positiva no prestigiado "Huffington Post".
Em maio de 2011, ganharam o Globo de Ouro na categoria de "Melhor Grupo".
Em novembro de 2011, recebem o Prémio Amália Rodrigues na categoria de "Música Popular".
Em março de 2013, são distinguidos com prémio José Afonso com o disco "Dois Selos e um Carimbo". "...as já evidentes qualidades deste grupo: requinte das melodias e dos arranjos, que fundem habilmente várias influências num todo original mas genuinamente português, óptima interpretação instrumental e vocal, e pertinência e actualidade das letras (que se traduzem numa poesia crítica inteligente e plena de humor), qualidades a que se juntam a inovação e individualidade musical e a cuidada produção sonora e gráfica do álbum..." 
Em maio de 2014, ganharam o 3º Globo de Ouro da sua carreira, na categoria de melhor grupo.
Em novembro de 2014, a Revista Blitz, no âmbito dos seus 30 anos, elegeu o disco "Canção ao Lado" o quarto melhor dos última 30 anos da música portuguesa.

## Galeria

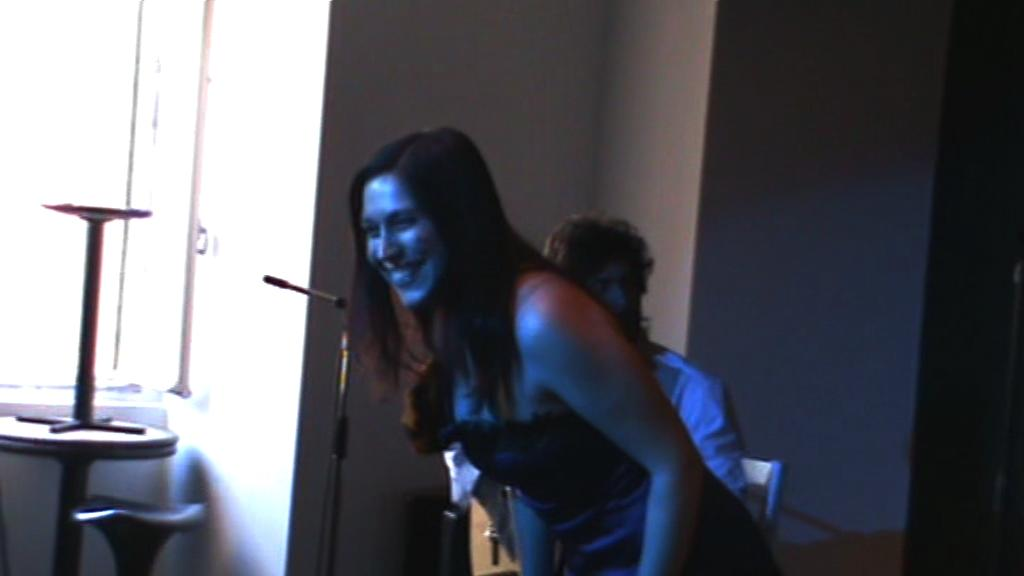
Deolinda ao vivo no Chiado em 2010, apresentando o álbum Dois Selos e Um Carimbo
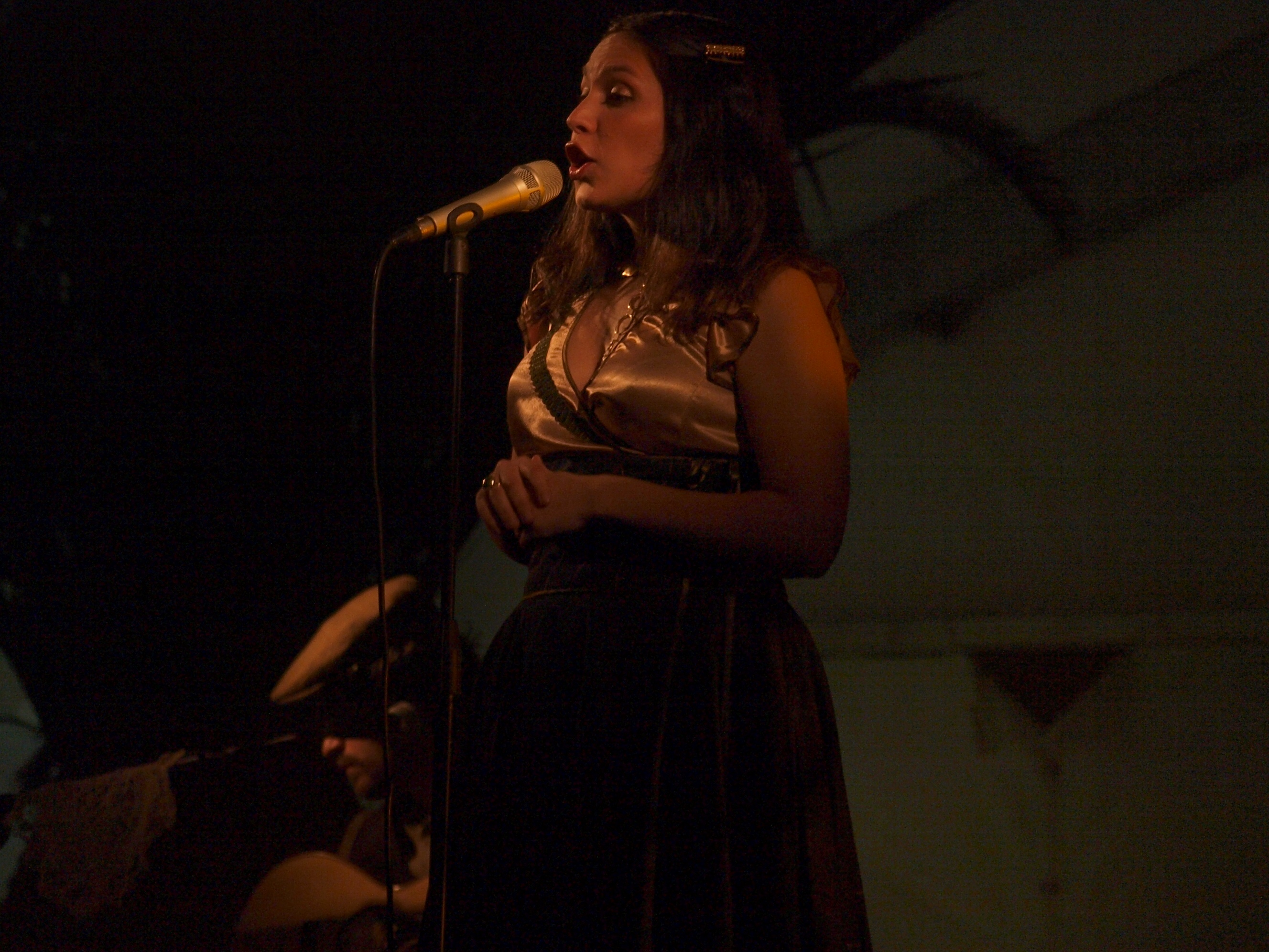
Ana Bacalhau
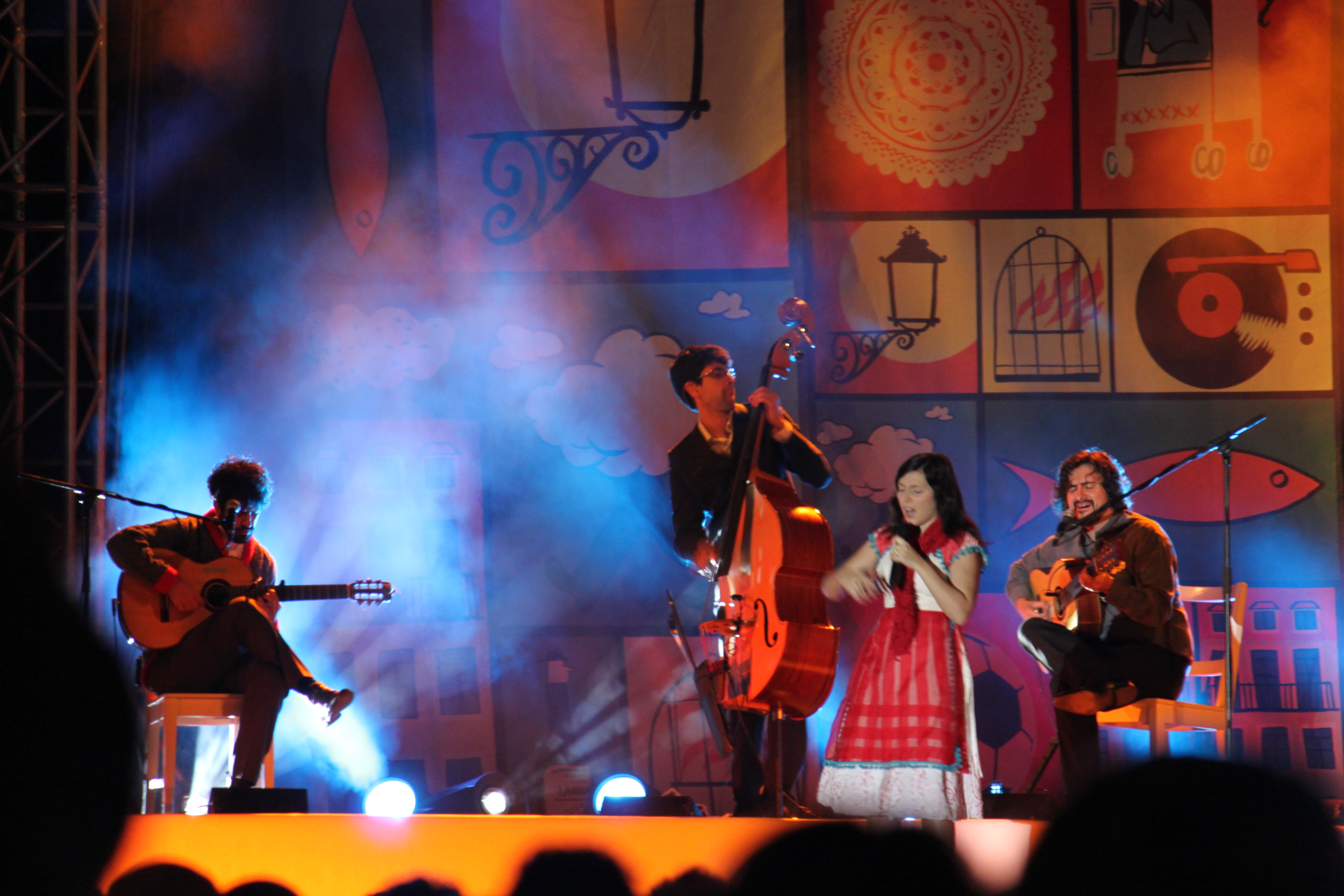
Deolinda ao vivo em Oeiras
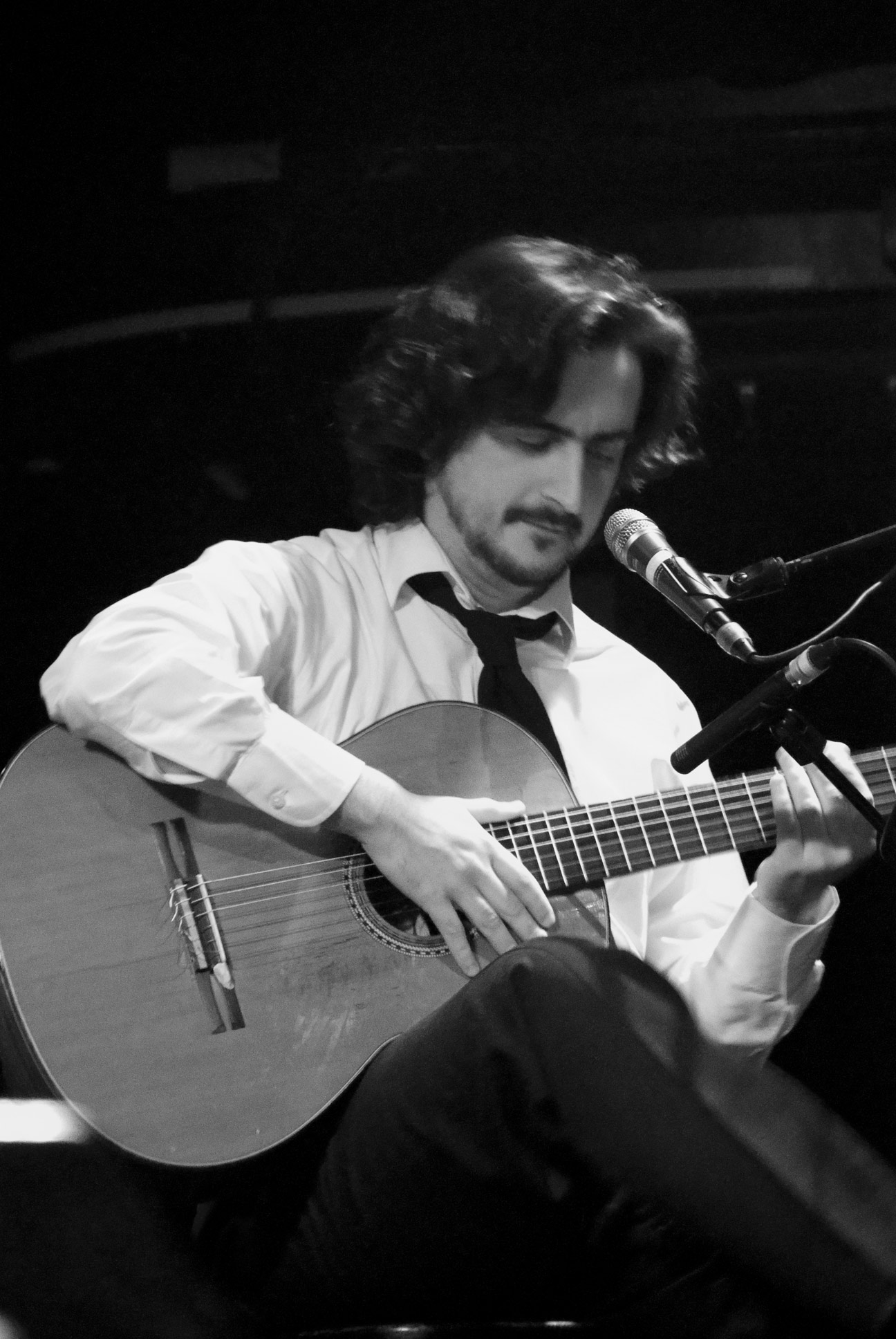
Pedro da Silva Martins em concerto da Deolinda, em Amesterdão
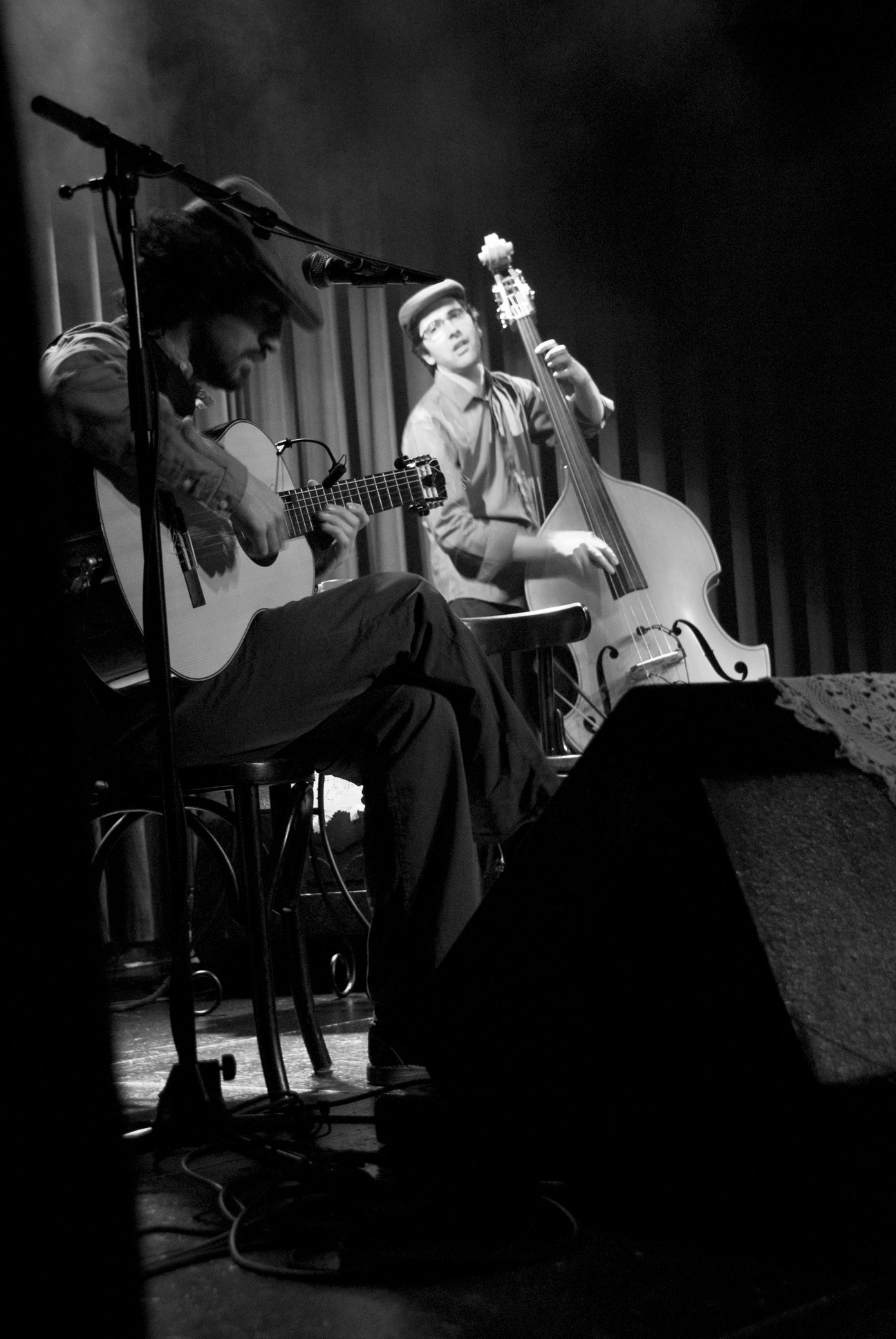
Luís José Martins e Zé Pedro Leitão em concerto da Deolinda, em Amsterdão